# Suimanga nan
El suimanga nan (Cinnyris minullus) és una espècie d'ocell de la família dels nectarínids (Nectariniidae) que habita clars dels boscos i boscos poc densos de Sierra Leone, Libèria, Costa d'Ivori, Ghana, Nigèria, Camerun, Bioko, el Gabon, República del Congo, República Democràtica del Congo i oest d'Uganda.